# Jimmy Murray
James Murray (Edinburgh, 1933. február 4. – Edinburgh, 2015. július 10.) skót válogatott labdarúgó. 

## Pályafutása

### Klubcsapatban
1950 és 1953 között a Hearts csapatában játszott. Az 1953–54-es idényben az angol Readingben szerepelt. 1954-től 1961-ig a Hearts játékosa volt. 1961 és 1962 között a Falkirk együttesében szerepelt. 1962 és 1964 között a Clyde FC együttesében játszott. 1965-ben a Raith Roversben fejezte be a pályafutását. 

### A válogatottban
1958-ban 5 alkalommal szerepelt a skót válogatottban és 1 gólt szerzett. Részt vett az 1958-as világbajnokságon, ahol a Jugoszlávia elleni csoportmérkőzésen gólt szerzett.

## Sikerei, díjai
Hearts FC
- Skót bajnok (2): 1957–58, 1959–60
- Skót kupagyőztes (1): 1955–56
- Skót ligakupagyőztes (3): 1954–55, 1958–59, 1959–60